# Prgomet
Prgomet – wieś w Chorwacji, w żupanii splicko-dalmatyńskiej, w gminie Prgomet. W 2011 roku liczyła 105 mieszkańców.